# Lightiella incisa.
Lightiella incisa. är en kräftdjursart som beskrevs av Gooding 1963. Lightiella incisa. ingår i släktet Lightiella och familjen Hutchinsoniellidae.
Artens utbredningsområde är Mexikanska golfen. Inga underarter finns listade i Catalogue of Life.